# Jindřich Hulinský
Jindřich Hulinský (22. července 1864, Slaný , Rakouské císařství – 1. října 1934, Slaný, Československo) byl český úředník, spisovatel, archivář, muzejní pracovník a redaktor.

## Život
Po absolvování obecné školy vystudoval piaristické gymnázium ve Slaném. Od roku 1879 pracoval jako úředník, nejprve na berním úřadu, pak od roku 1880 na okresním hejtmanství, v letech 1888–1920 byl úředníkem Městského úřadu ve Slaném.
Jeho koníčkem byla historie. Na základě studia materiálů z městského archivu napsal řadu časopiseckých článků a několik knih. V letech 1914–1934 byl správce městského archivu a kustod městského muzea. V letech 1923–1934 působil rovněž jako kronikář města Slaného a redaktor časopisu Slánský obzor.
Dále působil jako předseda Místní osvětové komise, místopředseda okresního osvětového sboru, předseda rady starších církve československé a aktivní člen Musejního a literárního spolku „Palacký“.

## Dílo
- Město Slaný, jeho kraj a památnosti: Monografie města i okresu, vydaná k oslavě prvého desítiletí republiky Československé. Příprava vydání Jindřich Hulinský. Slaný: Místní osvětový sbor za účasti filiálky spolku Typografia, 1928. 183 s.
- Zkazky ze Slaného a ze Slánska, Ohlasy dob zašlých líčí: Jindř. Hulinský, V Slaném : Typografia, 1931, 175 s.
  - reedice: Slaný : Knihovna V. Štecha, 2008, ISBN 978-80-254-4089-6
- Slánsko : z hlediska turistického a památkového, Slaný : knihkupectví Fr. Holuba, 1935, 18 s.
- Slánští knihtiskaři, Praha : asi 1934, 40 s., obr. přílohy
- Legendy ze Slaného i ze Slánska. II. díl, Výběr článků, fejetonů, historických studií, statí, črt a medailonů, sebral a uspořádal Libor Dobner, Slaný : Knihovna V. Štecha ve Slaném, 2009, 107 s.